# Banco Económico (Angola)
El Banco Económico, anteriorment Banco Espírito Santo Angola (BESA) reanomenat em 2015, després de la fallida de la casa marea a Portugal, el Banco Espírito Santo (BES), és un banc angolès amb seu a Luanda. Anteriorment, el BESA era afiliat a l'extingit Banco Espírito Santo, avui Novo Banco i, per tant, és una empresa subsidiària de l'Espírito Santo Financial Group (ESFG).
El dia 28 de juliol de 2014, es va anunciar que l'Estat angolès assumiria el control del Banco Espírito Santo Angola, injectant prop de 3.000 milions dòlars estatunidencs de capital nou a la banca angolesa. Així el Banco Espírito Santo (BES) perdria el control, rebent, no obstant això, la garantia que l'emprèstit d'igual valor, fet pel BES o BESA, seria pagat.
A finals de 2014, els majors accionistes eren la petroliera Sonangol, amb un 35%; el Novo Banco, amb una participació del 9,9%; l'empresa angolesa Portmill, amb el 24%, i el grup Geni Novas Tecnologías (controlat per Leopoldino Fragoso do Nascimento), amb el 18,99% del capital, a més de Lektron Capital, una societat de capital xinès amb el 30,98%.
El 30 d'octubre de 2014 el Banc Nacional d'Angola va informar que el BESA assumiria la denominació de Banco Económico SA.